# Macabuna stereospermi
Macabuna stereospermi är en svampart som först beskrevs av Syd. & P. Syd., och fick sitt nu gällande namn av Buriticá & J.F. Hennen 1994. Macabuna stereospermi ingår i släktet Macabuna och familjen Phakopsoraceae.   Inga underarter finns listade i Catalogue of Life.